# Wereldkampioenschap volleybal vrouwen 2014 (kwalificatie CEV)
Deze pagina beschrijft het kwalificatieproces voor het wereldkampioenschap volleybal dat werd gehouden in Italië. 41 landen streden om 9 plaatsen in het eindtoernooi. De top 2 van het Europees kampioenschap volleybal vrouwen 2013 plus de 7 teams van de kwalificaties plaatsten zich voor het WK.

## Europees kampioenschap
| Rank   | Team         |
| ------ | ------------ |
| Goud   | Rusland      |
| Zilver | Duitsland    |
| Brons  | België       |
| 4      | Servië       |
| 5      | Kroatië      |
| 6      | Italië       |
| 7      | Turkije      |
| 8      | Frankrijk    |
| 9      | Nederland    |
| 10     | Tsjechië     |
| 11     | Polen        |
| 12     | Wit-Rusland  |
| 13     | Bulgarije    |
| 14     | Zwitserland  |
| 15     | Azerbeidzjan |
| 16     | Spanje       |

Uitgeschakeld in de 3e kwalificatieronde
- Roemenië

- Slowakije

- Oekraïne

Uitgeschakeld in de 2e kwalificatieronde
- Oostenrijk
- Denemarken
- Verenigd Koninkrijk
- Hongarije
- Finland
- Verenigd Koninkrijk

- Griekenland
- Hongarije
- IJsland
- Letland

- Montenegro
- Portugal
- Slovenië
- Zweden

Uitgeschakeld in de 1e kwalificatieronde
- Cyprus

## Loting
Eenenveertig landen namen deel aan de kwalificaties. De teams werden ingedeeld op basis van de Europese ranglijst. De nummers 1 tot en met 12 waren vrijgesteld van de eerste twee rondes en startten direct in de derde ronde.
Eerste ronde
| Groep A                                                                | Groep B                                                   | Groep C                                                              | Groep D                                                 |  |
| ---------------------------------------------------------------------- | --------------------------------------------------------- | -------------------------------------------------------------------- | ------------------------------------------------------- |  |
| Kroatië (14) Bosnië en Herzegovina (25) Montenegro (28) Macedonië (40) | Israël (15) Wit-Rusland (20) Finland (24) Denemarken (32) | België (16) Portugal (27) Zwitserland (30) Noord-Ierland (—)         | Oekraïne (17) Hongarije (22) Albanië (34) Moldavië (35) |  |
| Groep E                                                                | Groep F                                                   | Groep G                                                              |                                                         |  |
| Slowakije (18) Griekenland (19) Oostenrijk (26) Litouwen (41)          | Estland (36) IJsland (37) Letland (—) Litouwen (—)        | Luxemburg (33) Cyprus (38) San Marino (39) Malta (43) Schotland (45) |                                                         |  |

Tweede ronde
| 2e Groep A 2e Groep B 2e Groep C 2e Groep D 2e Groep E 2e Groep F |

## Eerste ronde

### Groep A
- Locatie:  Sportski Centar Igalo, Herceg Novi, Montenegro
- Data: 24-26 mei 2013

|      |                       |     | Wedstrijden | Wedstrijden | Sets | Sets | Sets |
| Rank | Team                  | Pts | W           | L           | W    | L    |      |
| ---- | --------------------- | --- | ----------- | ----------- | ---- | ---- | ---- |
| 1    | Kroatië               | 9   | 3           | 0           | 9    | 1    |      |
| 2    | Montenegro            | 6   | 2           | 1           | 7    | 4    |      |
| 3    | Bosnië en Herzegovina | 2   | 1           | 2           | 4    | 8    |      |
| 4    | Macedonië             | 1   | 0           | 3           | 2    | 9    |      |

### Groep B
- Locatie:  SK Olimpiets, Mogilev, Wit-Rusland
- Data: 24-26 mei 2013

|      |             |     | Wedstrijden | Wedstrijden | Sets | Sets | Sets |
| Rank | Team        | Pts | W           | L           | W    | L    |      |
| ---- | ----------- | --- | ----------- | ----------- | ---- | ---- | ---- |
| 1    | Wit-Rusland | 9   | 3           | 0           | 9    | 0    |      |
| 2    | Israël      | 6   | 2           | 1           | 6    | 3    |      |
| 3    | Finland     | 3   | 1           | 2           | 3    | 7    |      |
| 4    | Denemarken  | 0   | 0           | 3           | 1    | 0    |      |

### Groep C
- Locatie:  Sportcampus Lange Munte, Kortrijk, België
- Data: 23-26 mei 2013

|      |               |     | Wedstrijden | Wedstrijden | Sets | Sets | Sets |
| Rank | Team          | Pts | W           | L           | W    | L    |      |
| ---- | ------------- | --- | ----------- | ----------- | ---- | ---- | ---- |
| 1    | België        | 9   | 3           | 0           | 9    | 0    |      |
| 2    | Zwitserland   | 6   | 2           | 1           | 6    | 4    |      |
| 3    | Portugal      | 3   | 1           | 2           | 4    | 6    |      |
| 4    | Noord-Ierland | 0   | 0           | 3           | 0    | 7    |      |

### Groep D
- Locatie:  Sporting Complex of Regional Sports School, Lutsk, Oekraïne
- Data: 24-26 mei 2013

|      |           |     | Wedstrijden | Wedstrijden | Sets | Sets | Sets |
| Rank | Team      | Pts | W           | L           | W    | L    |      |
| ---- | --------- | --- | ----------- | ----------- | ---- | ---- | ---- |
| 1    | Oekraïne  | 9   | 3           | 0           | 9    | 1    |      |
| 2    | Hongarije | 6   | 2           | 1           | 7    | 3    |      |
| 3    | Albanië   | 3   | 1           | 2           | 3    | 6    |      |
| 4    | Moldavië  | 0   | 0           | 3           | 0    | 9    |      |

### Groep E
- Locatie:  Arény Poprad, Poprad, Slovakije
- Data: 24-26 mei 2013

|      |               |     | Wedstrijden | Wedstrijden | Sets | Sets | Sets |
| Rank | Team          | Pts | W           | L           | W    | L    |      |
| ---- | ------------- | --- | ----------- | ----------- | ---- | ---- | ---- |
| 1    | Slowakije     | 8   | 3           | 0           | 9    | 3    |      |
| 2    | Griekenland   | 6   | 2           | 1           | 7    | 3    |      |
| 3    | Oostenrijk    | 4   | 1           | 2           | 5    | 6    |      |
| 4    | Liechtenstein | 0   | 0           | 3           | 0    | 9    |      |

### Groep F
- Locatie:  Olympic Sports Centre, Daugavpils, Letland
- Data: 24-26 mei 2013

|      |          |     | Wedstrijden | Wedstrijden | Sets | Sets | Sets |
| Rank | Team     | Pts | W           | L           | W    | L    |      |
| ---- | -------- | --- | ----------- | ----------- | ---- | ---- | ---- |
| 1    | Estland  | 9   | 3           | 0           | 9    | 0    |      |
| 2    | Letland  | 6   | 2           | 1           | 6    | 3    |      |
| 3    | Litouwen | 3   | 1           | 2           | 3    | 6    |      |
| 4    | IJsland  | 0   | 0           | 3           | 0    | 9    |      |

### Groep G
- Locatie:  Cottonera Sports Complex, Cospicua, Malta
- Data: 28-30 juni 2013

|      |            |     | Wedstrijden | Wedstrijden | Sets | Sets | Sets |
| Rank | Team       | Pts | W           | L           | W    | L    |      |
| ---- | ---------- | --- | ----------- | ----------- | ---- | ---- | ---- |
| 1    | Cyprus     | 12  | 4           | 0           | 12   | 1    |      |
| 2    | San Marino | 8   | 3           | 1           | 9    | 6    |      |
| 3    | Schotland  | 5   | 2           | 2           | 7    | 8    |      |
| 4    | Luxemburg  | 4   | 1           | 3           | 7    | 11   |      |
| 5    | Malta      | 0   | 0           | 4           | 3    | 12   |      |

## Tweede ronde

### Groep H
- Locatie:  Israël
- Data: 2-6 oktober 2013

|      |             |     | Wedstrijden | Wedstrijden | Sets | Sets | Sets |
| Rank | Team        | Pts | W           | L           | W    | L    |      |
| ---- | ----------- | --- | ----------- | ----------- | ---- | ---- | ---- |
| 1    | Hongarije   | 12  | 4           | 1           | 14   | 7    |      |
| 2    | Israël      | 12  | 4           | 1           | 14   | 7    |      |
| 3    | Zwitserland | 9   | 3           | 2           | 12   | 8    |      |
| 4    | Griekenland | 8   | 3           | 2           | 11   | 9    |      |
| 5    | Letland     | 2   | 1           | 4           | 5    | 14   |      |
| 6    | Montenegro  | 2   | 0           | 5           | 4    | 15   |      |

## Derde ronde
De vijf groepswinnaars en de twee beste nummers 2 plaatsten zich voor het WK in Italië.

### Groep I
- Locatie:  Turkije
- Data: 3-5 januari 2014

|      |          |     | Wedstrijden | Wedstrijden | Sets | Sets | Sets |
| Rank | Team     | Pts | W           | L           | W    | L    |      |
| ---- | -------- | --- | ----------- | ----------- | ---- | ---- | ---- |
| 1    | Turkije  | 9   | 3           | 0           | 9    | 0    |      |
| 2    | Roemenië | 5   | 2           | 1           | 6    | 5    |      |
| 3    | Oekraïne | 1   | 0           | 2           | 2    | 6    |      |
| 4    | Cyprus   | 0   | 0           | 2           | 0    | 6    |      |

### Groep J
- Locatie:  Azerbeidzjan
- Data: 3-5 januari 2014

|      |              |     | Wedstrijden | Wedstrijden | Sets | Sets | Sets |
| Rank | Team         | Pts | W           | L           | W    | L    |      |
| ---- | ------------ | --- | ----------- | ----------- | ---- | ---- | ---- |
| 1    | Azerbeidzjan | 8   | 3           | 0           | 9    | 3    |      |
| 2    | Servië       | 7   | 2           | 1           | 8    | 3    |      |
| 3    | Israël       | 3   | 1           | 2           | 4    | 6    |      |
| 4    | Estland      | 0   | 0           | 3           | 0    | 8    |      |

### Groep K
- Locatie:  Polen
- Data: 3-5 januari 2014

|      |             |     | Wedstrijden | Wedstrijden | Sets | Sets | Sets |
| Rank | Team        | Pts | W           | L           | W    | L    |      |
| ---- | ----------- | --- | ----------- | ----------- | ---- | ---- | ---- |
| 1    | België      | 9   | 3           | 0           | 9    | 0    |      |
| 2    | Polen       | 6   | 2           | 1           | 6    | 3    |      |
| 3    | Spanje      | 3   | 1           | 2           | 3    | 7    |      |
| 4    | Zwitserland | 0   | 0           | 3           | 1    | 9    |      |

### Groep L
- Locatie:  Kroatië
- Data: 3-5 januari 2014

|      |           |     | Wedstrijden | Wedstrijden | Sets | Sets | Sets |
| Rank | Team      | Pts | W           | L           | W    | L    |      |
| ---- | --------- | --- | ----------- | ----------- | ---- | ---- | ---- |
| 1    | Kroatië   | 8   | 3           | 0           | 9    | 2    |      |
| 2    | Nederland | 7   | 2           | 1           | 8    | 3    |      |
| 3    | Hongarije | 2   | 1           | 2           | 3    | 8    |      |
| 4    | Frankrijk | 1   | 0           | 3           | 3    | 9    |      |

### Groep M
- Locatie:  Bulgarije
- Data: 3-5 januari 2014

|      |             |     | Wedstrijden | Wedstrijden | Sets | Sets | Sets |
| Rank | Team        | Pts | W           | L           | W    | L    |      |
| ---- | ----------- | --- | ----------- | ----------- | ---- | ---- | ---- |
| 1    | Bulgarije   | 6   | 2           | 0           | 6    | 1    |      |
| 2    | Tsjechië    | 3   | 1           | 1           | 3    | 3    |      |
| 3    | Slowakije   | 3   | 1           | 1           | 4    | 4    |      |
| 4    | Wit-Rusland | 0   | 0           | 2           | 1    | 6    |      |